# Паламос (футбольный клуб)
«Паламос» (исп. Palamós CF) — каталонский футбольный клуб из одноимённого города, в провинции Жирона. Клуб основан в 1898 году, домашние матчи проводит на стадионе «Ноу Мунисипаль», вмещающем 5 800 зрителя. В Примере команда никогда не выступала, лучшим результатом является 8-е место в Сегунде в сезоне 1989/90.

## Сезоны по дивизионам
- Сегунда — 6 сезонов
- Сегунда B — 4 сезона
- Терсера — 18 сезонов

## Достижения
- Сегунда B
  - Победитель: 1988/89
- Терсера
  - Победитель (3): 1987/88, 1996/97, 2001/02